# جيلتخت

مناطق Gaeltacht الرسمية في أيرلندا

جيلتخت (بالإنجليزية: Gaeltacht) هي منطقة في أيرلندا، سواء بشكل فردي أو جماعي، حيث تعترف الحكومة الأيرلندية بأن اللغة الأيرلندية هي اللغة العامية السائدة، أو لغة المنزل. تم الاعتراف رسميًا بمقاطعات جيلتاخت لأول مرة خلال عشرينيات القرن العشرين في السنوات الأولى للدولة الأيرلندية الحرة، في أعقاب النهضة الغيلية، كجزء من سياسة حكومية تهدف إلى استعادة اللغة الأيرلندية.
إن Gaeltacht مهددة بتراجع خطير في اللغة. أظهرت الأبحاث المنشورة في عام 2015 أن اللغة الأيرلندية يتم التحدث بها يوميًا من قبل ثلثي السكان أو أكثر في 21 دائرة انتخابية فقط من أصل 155 دائرة انتخابية في جايلتاخت. يعتبر الاستخدام اليومي للغة من قبل ثلثي السكان أو أكثر من قبل بعض الأكاديميين بمثابة نقطة تحول لبقاء اللغة.